# .su
.su è il dominio di primo livello nazionale assegnato all'Unione Sovietica.
Il dominio è rimasto attivo nonostante la dissoluzione dell'Unione Sovietica. È principalmente utilizzato da criminali informatici russi. Il sito di suprematisti bianchi Daily Stormer ha utilizzato un dominio .su.